# Estêvão Dirzislau da Croácia
Estêvão Dirzislau (em croata:  Stjepan Držislav, em latim: Dirzislaus; m. 997) foi um rei do Reino da Croácia de 969 até sua morte em 997. Era filho de Miguel Cresimiro II e sua esposa Helena. Era pai de Cresimiro III, Esvetoslau Suronja e Goislau e foi sucedido por Esvetoslau.